# Lophodermium sesleriae
Lophodermium sesleriae är en svampart som beskrevs av Hilitzer 1929. Lophodermium sesleriae ingår i släktet Lophodermium och familjen Rhytismataceae.   Inga underarter finns listade i Catalogue of Life.